# Obraz na Marsu
Obraz na Marsu je velika tvorba na površini Marsa v območju Kidonija. Dolga je približno 3 km, široka 1,5 km in leži 10° severno od Marsovega ekvatorja. Obraz je 25. julija 1976 prvič fotografirala vesoljska sonda Viking 1, ki je bila takrat v tiru okrog planeta. Šest dni pozneje je NASA sliko objavila in s tem sprožila veliko pozornost javnosti. Pojavile so se trditve, da so Obraz ustvarili nezemljani, ki naj bi bili podobni človeku. Slika je namreč precej podobna človeškemu obrazu. Obraz so potem slikale še druge sonde, vendar podobnost z obrazom ni bila več tako velika. Izkazalo se je, da gre za pareidolijo, vrsto optične iluzije, ki je nastala zaradi osvetlitve hriba pod kotom.